# Te Miko Waterfall
Der Te Miko Waterfall ist ein Wasserfall im Paparoa-Nationalpark in der Region West Coast auf der Südinsel Neuseelands. Er stürzt an der Steilküste der Ortschaft Te Miko in die Tasmansee. Seine Fallhöhe beträgt 7 Meter. Nur wenige Kilometer südlich befinden sich die Punakaiki Pancake Rocks.
Vom Parkplatz am New Zealand State Highway 6 bei Te Miko führt der Truman Track in 15 Minuten zum Wasserfall.